# Basílica de la Virgen de la Encina
La basílica de La Encina es un templo cristiano situado en la localidad española de Ponferrada, en la comarca de El Bierzo, provincia de León, comunidad autónoma de Castilla y León.

## Planta
La planta es de cruz latina; la cabecera, en su parte superior, forma un medio hexágono; el crucero es de brazos cortos y anchos. A los pies, en la base de la torre, a la izquierda de la entrada se encuentra el baptisterio y a la derecha las escaleras que llevan a la tribuna, en el centro un vestíbulo con vanos laterales, en el segundo tramo, a la izquierda, se abre una puerta lateral con un frontón de estilo neoclásico al exterior (2.ª mitad del siglo XVII). En el testero se encuentra el camarín de la Virgen de La Encina.

## Historia
La antigua iglesia medieval de Santa María, erigida a finales del siglo XII, disponía de cinco altares, cuyos titulares eran Santa María (el mayor), San Pedro, Santa Catalina, Santo Domingo y Santiago. Tenía un campanario de cuatro campanas. Toda la iglesia fue muy criticada, alegando que era pequeña, mal edificada, indecente... Por esto, en 1567, el provisor del Obispado de Astorga permitió a la villa la construcción de una nueva iglesia. Poco después, mandó su edificación.
Las obras comenzaron en 1573, pero no se terminaría hasta finales del siglo XVII, porque las obras se tuvieron que paralizar por varios motivos, como cuando a finales del siglo XIV y principios del siglo XV la peste asoló el interior de la península ibérica. Por esto, también se cambiarán sus trazas y condiciones.
Estilísticamente, es deudora de los modelos trasmeranos, pese a los cambios operados en ella. Se podría decir que es una síntesis entre el renacimiento tardogótico y el clasicismo trasmerano (XVI-XVII), e incluso el barroco gallego (XVIII). La iglesia se realizó en varias fases:
- 1573-1593: Se construyeron únicamente la capilla Mayor y el crucero.
- 1593-1612: Fue una época de problemas para Ponferrada, por la falta de dinero.
- 1612-1648: Pedro Álvarez de la Torre realizó unos nuevos planos, remató el crucero y estableció las trazas para la edificación de la torre. Sin embargo, la falta de dinero prohibió su construcción, pudiéndose construir únicamente los cimientos.
- 1648-1670: Fue Juan Bautista de Velasco quien retomó las obras. Realizó unos nuevos planos en los que sustituyó la planta de cruz latina por una de tres naves. Entonces, fue Lucas de Ligar quien prosiguió, olvidándose de los planos de Bautista, aplicando unos muy parecidos a los de Álvarez de la Torre.
- Barroco: Ya se consideraba la obra finalizada, aunque sufrió algunos cambios. El chapitel de la torre fue destruido por un rayo, teniéndose que reparar la parte superior de ésta, que fue realizada en estilo barroco, en contraste con la parte inferior, en estilo renacentista.

Custodia en su interior la imagen de la Virgen de La Encina, Patrona de El Bierzo.

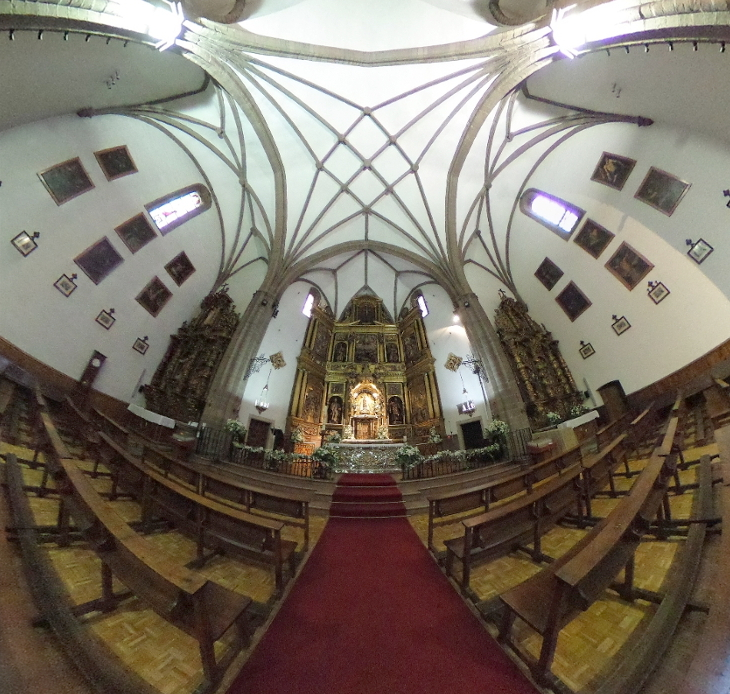
Retablo y cúpula
[https://tools.wmflabs.org/panoviewer/#Bas%C3%ADlica_de_la_Virgen_de_la_Encina.jpg Pulse para visión omniorámica

### Conversión en Colegiata
El deseo de celebrar los oficios divinos con la misma pompa que en las catedrales, hizo establecerse, en las ciudades o villas, que no eran sedes episcopales, iglesias colegiatas con cabildos de canónigos que vivían en comunidad y bajo una regla.

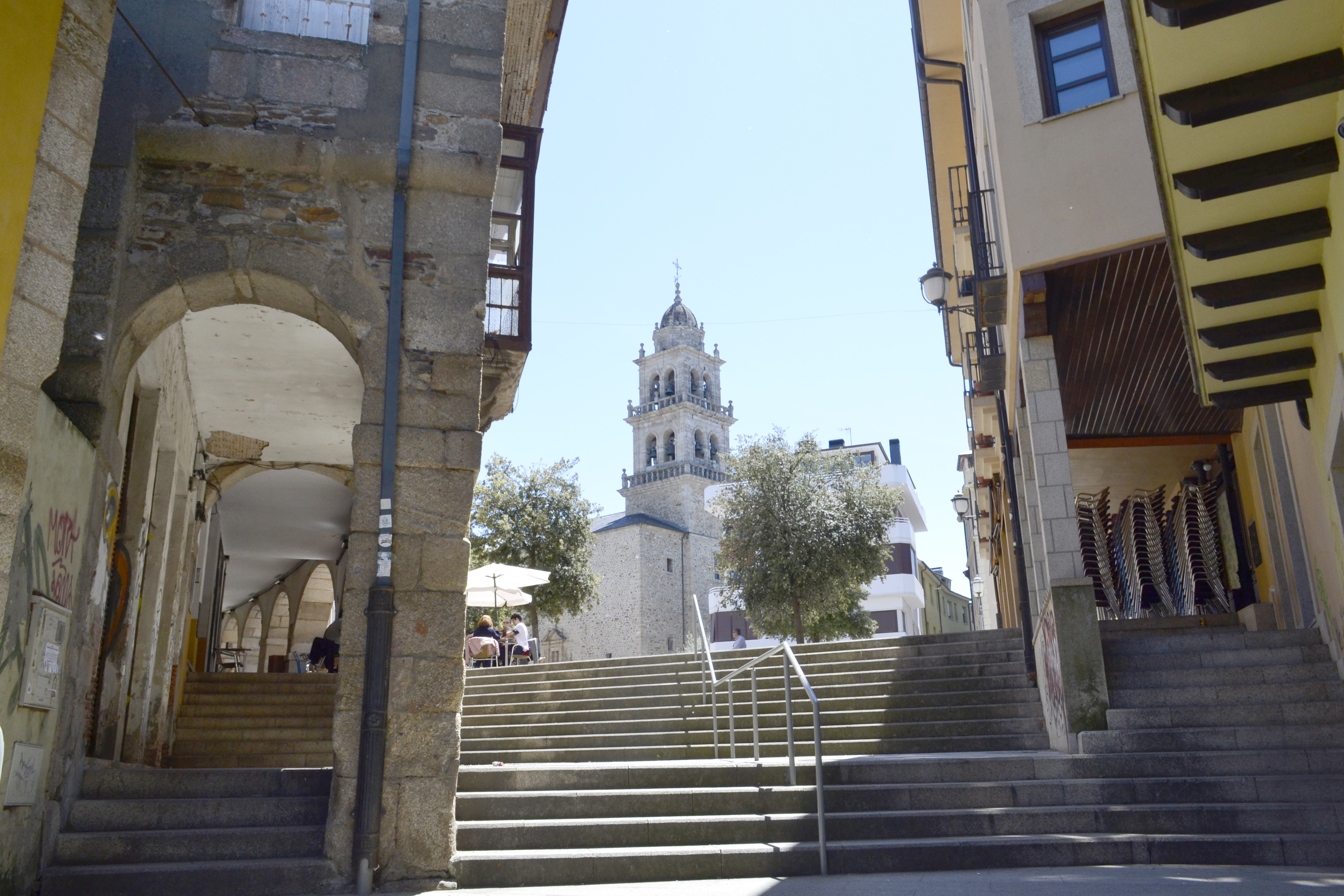
Vista lejana

Aunque la creación de una colegiata era competencia del obispo respectivo, en la práctica solo el Papa podía convertir una iglesia en colegiata, siendo necesarios una serie de requisitos tanto en la tipología de la iglesia como en el contexto geográfico, demográfico y económico que si reunía Ponferrada y El Bierzo.
La ocasión para pedir la conversión en colegiata, la ofreció la curación milagrosa de María Manuela de Mendoza en el mes de noviembre de 1706 que volvería a recaer para volver a ser curada en el mes de julio de 1707.
Para convertirla en colegiata se presentan tanto la historia de como se descubrió la Virgen de La Encina, así como la evolución de la villa de Ponferrada, el número de prebendados, canónigos, capellanes, músicos y demás ministros, la devoción de la villa (que en la celebración de una misa ordenada por el Rey a raíz del milagro de la curación de María Manuela conllevo que la iglesia y todas las calles y plazas adyacentes estuviesen abarrotadas), la devoción de los curas de las distintas iglesias y conventos de Ponferrada que celebraban, según el informe, más misas que en la catedral más numerosa de España en su altar. También se describe la calidad de la construcción y los adornos de la imagen de la Virgen de La Encina.
A pesar de todos los esfuerzo se deniega la conversión en colegiata esgrimiéndose la pérdida del informe, presentado el 6 de mayo de 1720, debido a la guerra en un primer caso y posteriormente se deniega una nueva petición, cursada el 21 de octubre de 1725, alegando que falta el consentimiento de la villa de Ponferrada, del obispo y del cabildo para la anexión de sus curatos a la nueva colegiata, denegándose el 12 de junio de 1731 por parte del fiscal.